# Discografia de Yes
Aquesta és la discografia de la banda anglesa de rock progressiu Yes. Al llarg dels anys han publicat, 21 àlbums d'estudi, 10 àlbums en directe, 32 àlbums recopilatoris, 34 singles i 19 vídeos.

## Àlbums

### Àlbums d'estudi
| Any  | Nom                                  | Màxima posició als rànquings | Màxima posició als rànquings | Màxima posició als rànquings | Màxima posició als rànquings | Màxima posició als rànquings | Màxima posició als rànquings | Màxima posició als rànquings | Màxima posició als rànquings | Màxima posició als rànquings | Certificacions (llindars de vendes)                                                |
| Any  | Nom                                  | Regne Unit                   | Austràlia                    | Àustria                      | Canadà                       | Holanda                      | Noruega                      | Suècia                       | Suïssa                       | EUA                          | Certificacions (llindars de vendes)                                                |
| ---- | ------------------------------------ | ---------------------------- | ---------------------------- | ---------------------------- | ---------------------------- | ---------------------------- | ---------------------------- | ---------------------------- | ---------------------------- | ---------------------------- | ---------------------------------------------------------------------------------- |
| 1969 | Yes                                  | —                            | 38                           | —                            | —                            | —                            | —                            | —                            | —                            | —                            |                                                                                    |
| 1970 | Time and a Word                      | 45                           | 22                           | —                            | —                            | —                            | —                            | —                            | —                            | —                            |                                                                                    |
| 1971 | The Yes Album                        | 4                            | 20                           | —                            | 46                           | 7                            | —                            | —                            | —                            | 40                           | - Regne Unit: Plata - EUA: Platí                                                   |
| 1971 | Fragile                              | 7                            | 29                           | —                            | 6                            | 8                            | —                            | —                            | —                            | 4                            | - Regne Unit: Plata - EUA: 2× Platí                                                |
| 1972 | Close to the Edge                    | 4                            | 21                           | —                            | 7                            | 1                            | —                            | —                            | —                            | 3                            | - Regne Unit: Platí - Canadà: Platí - EUA: Platí                                   |
| 1973 | Tales from Topographic Oceans        | 1                            | 13                           | —                            | 4                            | 8                            | 8                            | —                            | —                            | 6                            | - Regne Unit: Or - EUA: Or                                                         |
| 1974 | Relayer                              | 4                            | 15                           | —                            | 22                           | 10                           | 18                           | —                            | —                            | 5                            | - EUA: Or - França: Or                                                             |
| 1977 | Going for the One                    | 1                            | 16                           | —                            | 8                            | 9                            | 7                            | 10                           | —                            | 8                            | - Regne Unit: Plata - França: Or - EUA: Or                                         |
| 1978 | Tormato                              | 8                            | 22                           | —                            | 30                           | 17                           | 9                            | 18                           | —                            | 10                           | - Regne Unit: Plata - EUA: Platí                                                   |
| 1980 | Drama                                | 2                            | 69                           | —                            | 41                           | 18                           | 11                           | 19                           | —                            | 18                           | - Regne Unit: Plata                                                                |
| 1983 | 90125                                | 16                           | 27                           | 9                            | 3                            | 4                            | 8                            | 7                            | 3                            | 5                            | - Regne Unit: Or - Canadà: 2× Platí - França: Or - Alemanya: Platí - EUA: 3× Platí |
| 1987 | Big Generator                        | 17                           | 44                           | —                            | 14                           | 18                           | —                            | 14                           | 22                           | 15                           | - EUA: Platí                                                                       |
| 1991 | Union                                | 7                            | —                            | —                            | 15                           | 17                           | —                            | 32                           | 16                           | 15                           | - EUA: Or                                                                          |
| 1994 | Talk                                 | 20                           | —                            | —                            | 47                           | —                            | —                            | —                            | —                            | 33                           |                                                                                    |
| 1996 | Keys to Ascension (estudi/directe)   | 48                           | 22                           | —                            | —                            | —                            | —                            | —                            | —                            | 99                           |                                                                                    |
| 1997 | Keys to Ascension 2 (estudi/directe) | 62                           | —                            | —                            | —                            | —                            | —                            | —                            | —                            | 159                          |                                                                                    |
| 1997 | Open Your Eyes                       | 105                          | —                            | —                            | —                            | —                            | —                            | —                            | —                            | 151                          |                                                                                    |
| 1999 | The Ladder                           | 36                           | —                            | —                            | —                            | 70                           | —                            | —                            | —                            | 99                           |                                                                                    |
| 2001 | Magnification                        | 71                           | —                            | —                            | —                            | 81                           | —                            | —                            | —                            | 186                          |                                                                                    |
| 2011 | Fly from Here                        | 30                           | —                            | —                            | —                            | 43                           | 24                           | 31                           | 39                           | 36                           |                                                                                    |
| 2014 | Heaven & Earth                       | 20                           | —                            | 56                           | —                            | 41                           | —                            | —                            | 29                           | 26                           |                                                                                    |

### Àlbums en directe
| Any  | Nom                                              | Màxima posició als rànquings | Màxima posició als rànquings | Màxima posició als rànquings | Màxima posició als rànquings | Màxima posició als rànquings | Màxima posició als rànquings | Màxima posició als rànquings | Màxima posició als rànquings | Màxima posició als rànquings | Certificacions (llindars de vendes) |
| Any  | Nom                                              | Regne Unit                   | Austràlia                    | Àustria                      | Canadà                       | Holanda                      | Noruega                      | Suècia                       | Suïssa                       | EUA                          | Certificacions (llindars de vendes) |
| ---- | ------------------------------------------------ | ---------------------------- | ---------------------------- | ---------------------------- | ---------------------------- | ---------------------------- | ---------------------------- | ---------------------------- | ---------------------------- | ---------------------------- | ----------------------------------- |
| 1973 | Yessongs                                         | 7                            | 8                            | —                            | 8                            | —                            | —                            | —                            | 32                           | 12                           | - EUA: Platí                        |
| 1980 | Yesshows                                         | 22                           | —                            | —                            | —                            | —                            | 32                           | —                            | —                            | 43                           | - Regne Unit: Plata                 |
| 1985 | 9012Live: The Solos                              | 44                           | —                            | —                            | 88                           | —                            | —                            | —                            | —                            | 81                           |                                     |
| 1997 | Something's Coming: The BBC Recordings 1969-1970 | —                            | —                            | —                            | —                            | —                            | —                            | —                            | —                            | —                            |                                     |
| 2000 | House of Yes: Livre from House of Blues          | 154                          | —                            | —                            | —                            | —                            | —                            | —                            | —                            | —                            |                                     |
| 2002 | Symphonic Live                                   | —                            | —                            | —                            | —                            | —                            | —                            | —                            | —                            | —                            |                                     |
| 2005 | The Word Is Live                                 | —                            | —                            | —                            | —                            | —                            | —                            | —                            | —                            | —                            |                                     |
| 2007 | Live at Montreux 2003                            | —                            | —                            | —                            | —                            | —                            | —                            | —                            | —                            | —                            |                                     |
| 2011 | Union Live                                       | —                            | —                            | —                            | —                            | —                            | —                            | —                            | —                            | —                            |                                     |
| 2011 | In the Present- Live from Lyon                   | —                            | —                            | —                            | —                            | —                            | —                            | —                            | —                            | —                            |                                     |
| 2014 | Songs from Tsongas                               | —                            | —                            | —                            | —                            | —                            | —                            | —                            | —                            | —                            |                                     |
| 2014 | Like It Is: Yes at the Bristol Hippodrome        | —                            | —                            | —                            | —                            | —                            | —                            | —                            | —                            | —                            |                                     |
| 2015 | Progeny: Seven Shows from Seventy-Two            | 64                           | —                            | —                            | —                            | —                            | —                            | —                            | —                            | —                            |                                     |
| 2015 | Like It Is: Yes at the Mesa Arts Center          | —                            | —                            | —                            | —                            | —                            | —                            | —                            | —                            | —                            |                                     |

### Àlbums recopilatoris
| Any  | Nom                                                 | Màxima posició als rànquings | Màxima posició als rànquings | Màxima posició als rànquings | Màxima posició als rànquings | Màxima posició als rànquings | Màxima posició als rànquings | Màxima posició als rànquings | Màxima posició als rànquings | Màxima posició als rànquings | Certificacions (llindars de vendes) |
| Any  | Nom                                                 | Regne Unit                   | Austràlia                    | Àustria                      | Canadà                       | Holanda                      | Noruega                      | Suècia                       | Suïssa                       | EUA                          | Certificacions (llindars de vendes) |
| ---- | --------------------------------------------------- | ---------------------------- | ---------------------------- | ---------------------------- | ---------------------------- | ---------------------------- | ---------------------------- | ---------------------------- | ---------------------------- | ---------------------------- | ----------------------------------- |
| 1974 | Yesterdays                                          | 27                           | 31                           | —                            | 13                           | —                            | —                            | —                            | —                            | 17                           |                                     |
| 1981 | Classic Yes                                         | —                            | —                            | —                            | —                            | —                            | —                            | —                            | —                            | 142                          | - Regne Unit: Plata - EUA: PlatÍ    |
| 1991 | Yesyears                                            | —                            | —                            | —                            | —                            | —                            | —                            | —                            | —                            | —                            |                                     |
| 1992 | Yesstory                                            | —                            | —                            | —                            | —                            | —                            | —                            | —                            | —                            | —                            |                                     |
| 1993 | Symphonic Music of Yes                              | —                            | —                            | —                            | —                            | —                            | —                            | —                            | —                            | —                            |                                     |
| 1993 | Affirmative: The Yes Solo Family Album              | —                            | —                            | —                            | —                            | —                            | —                            | —                            | —                            | —                            |                                     |
| 1993 | Highlights: The Very Best of Yes                    | —                            | —                            | —                            | —                            | —                            | —                            | —                            | —                            | —                            | - EUA: PlatÍ                        |
| 1998 | Yes, Friends and Relatives                          | —                            | —                            | —                            | —                            | —                            | —                            | —                            | —                            | —                            |                                     |
| 1999 | Astral Traveller                                    | —                            | —                            | —                            | —                            | —                            | —                            | —                            | —                            | —                            |                                     |
| 2000 | The Best of Yes                                     | —                            | —                            | —                            | —                            | —                            | —                            | —                            | —                            | —                            |                                     |
| 2000 | Keys to Ascension: Volumes 1 and 2                  | —                            | —                            | —                            | —                            | —                            | —                            | —                            | —                            | —                            |                                     |
| 2000 | Yes, Friends and Relatives Vol. 2                   | —                            | —                            | —                            | —                            | —                            | —                            | —                            | —                            | —                            |                                     |
| 2001 | Keystudio                                           | —                            | —                            | —                            | —                            | —                            | —                            | —                            | —                            | —                            |                                     |
| 2002 | Extended Versions                                   | —                            | —                            | —                            | —                            | —                            | —                            | —                            | —                            | —                            |                                     |
| 2002 | Yestoday                                            | —                            | —                            | —                            | —                            | —                            | —                            | —                            | —                            | —                            |                                     |
| 2002 | In a Word: Yes (1969–)                              | —                            | —                            | —                            | —                            | —                            | —                            | —                            | —                            | —                            |                                     |
| 2002 | Yes, Friends and Relatives: The Ultimate Collection | —                            | —                            | —                            | —                            | —                            | —                            | —                            | —                            | —                            |                                     |
| 2003 | The Ultimate Yes: 35th Anniversary Collection       | 10                           | 82                           | —                            | —                            | —                            | —                            | —                            | —                            | 131                          | - Regne Unit: Or                    |
| 2003 | Yes Remixes                                         | —                            | —                            | —                            | —                            | —                            | —                            | —                            | —                            | —                            |                                     |
| 2003 | Yes & Friends                                       | —                            | —                            | —                            | —                            | —                            | —                            | —                            | —                            | —                            |                                     |
| 2003 | Essential Elements                                  | —                            | —                            | —                            | —                            | —                            | —                            | —                            | —                            | —                            |                                     |
| 2004 | (Re)Union                                           | —                            | —                            | —                            | —                            | —                            | —                            | —                            | —                            | —                            |                                     |
| 2004 | Topography                                          | —                            | —                            | —                            | —                            | —                            | —                            | —                            | —                            | —                            |                                     |
| 2004 | Owner of a Lonely Heart                             | —                            | —                            | —                            | —                            | —                            | —                            | —                            | —                            | —                            |                                     |
| 2005 | The Solid Gold Collection                           | —                            | —                            | —                            | —                            | —                            | —                            | —                            | —                            | —                            |                                     |
| 2006 | Essentially Yes                                     | —                            | —                            | —                            | —                            | —                            | —                            | —                            | —                            | —                            |                                     |
| 2006 | Live & Solo: The Yes Collection                     | —                            | —                            | —                            | —                            | —                            | —                            | —                            | —                            | —                            |                                     |
| 2007 | The Definitive Rock Collection                      | —                            | —                            | —                            | —                            | —                            | —                            | —                            | —                            | —                            |                                     |
| 2007 | Greatest Hits Live                                  | —                            | —                            | —                            | —                            | —                            | —                            | —                            | —                            | —                            |                                     |
| 2007 | Roundabout & Other Hits                             | —                            | —                            | —                            | —                            | —                            | —                            | —                            | —                            | —                            |                                     |
| 2009 | Introducing Yes                                     | —                            | —                            | —                            | —                            | —                            | —                            | —                            | —                            | —                            |                                     |
| 2011 | Wonderous Stories: The Best of Yes                  | —                            | —                            | —                            | —                            | —                            | —                            | —                            | —                            | —                            |                                     |
| 2013 | High Vibration                                      | —                            | —                            | —                            | —                            | —                            | —                            | —                            | —                            | —                            |                                     |
| 2013 | The Studio Albums 1969–1987                         | —                            | —                            | —                            | —                            | —                            | —                            | —                            | —                            | —                            |                                     |
| 2014 | Wonderous Stories: The Best of Yes (reedició)       | —                            | —                            | —                            | —                            | —                            | —                            | —                            | —                            | —                            |                                     |

## Vídeos Musicals
- "Wonderous Stories" (1977)
- "Don't Kill the Whale" (1978)
- "Madrigal" (1978)
- "Tempus Fugit" (1980)
- "Into the Lens" (1980)
- "Owner of a Lonely Heart" (1983)
- "Leave It" (1984)
- "It Can Happen" (1984)
- "Love Will Find a Way" (1987)
- "Rhythm of Love" (1987)
- "Lift Me Up" (1991)
- "Don't Go" (2001)
- "We Can Fly" (2011)